# Draft 2004 de la NFL
2003 2005
La draft 2004 de la NFL est la 69e draft annuelle de la National Football League, permettant aux franchises de football américain de sélectionner des joueurs universitaires éligibles pour jouer professionnels. Elle s'est déroulée entre le 24 et le 25 avril 2004 au Madison Square Garden de New York,,.
L'événement a été retransmis en direct sur ESPN et partiellement sur ESPN2. La draft débute par la sélection en premier choix global du quarterback Eli Manning des Rebels d'Ole Miss par la franchise des Chargers de San Diego. Manning sera transféré plus tard par les Giants de New York contre leur choix de premier tour (4e choix global) le quarterback Philip Rivers du Wolfpack de North Carolina State.
Trente deux (32) choix compensatoires seront attribués à seize (16) franchises, celles des Eagles de Philadelphie, des Rams de Saint-Louis et des Jets de New York en recevant chacune 4.
Cette draft va établir quelques records dont celui du plus grand nombre de wide receiver sélectionnés lors du 1er tour (7 RBs). Un autre record sera le nombre d'échange de choix (trade) lors du premier tour de la draft (avec 28 échanges de choix). L'Université de Miami établi également le plus grand nombre de ses joueurs choisis lors du premier tour (avec 6 joueurs). Ohio State aura un total de 14 de ses joueurs choisis lors de la draft établissant un nouveau record NFL.

## Draft
La Draft se compose de 7 tours ayant généralement chacun 32 choix. L'ordre de sélection est décidé par le classement général des équipes durant la saison précédente, donc l'équipe ayant eu le moins de victoires va repêcher en premier et ainsi de suite jusqu'au gagnant du Super Bowl. Les équipes peuvent échanger leurs choix de repêchage, ce qui fait en sorte que l'ordre peut changer.
Les équipes peuvent enfin recevoir des choix compensatoires. Ces choix sont à la fin des tours et il n'est pas possible pour les équipes de les échanger. Les choix compensatoires sont remis aux équipes ayant perdu plus de joueurs (et de meilleure qualité) qu'ils en ont signés durant la période d'agent libre.
- ° : Intronisé au Pro Football Hall of Fame
- † : Joueur sélectionné pour le Pro Bowl

## 1ertour
| Choix | Équipe                             | Joueur               | Postes           | Université                       | Notes                      |
| ----- | ---------------------------------- | -------------------- | ---------------- | -------------------------------- | -------------------------- |
| 1     | Chargers de San Diego              | Eli Manning †        | Quarterback      | Rebels d'Ole Miss                | ,                          |
| 2     | Raiders d'Oakland                  | Robert Gallery       | Offensive tackle | Hawkeyes de l'Iowa               |                            |
| 3     | Cardinals de l'Arizona             | Larry Fitzgerald †   | Wide receiver    | Panthers de Pittsburgh           |                            |
| 4     | Giants de New York                 | Philip Rivers †      | Quarterback      | Wolfpack de North Carolina State | ,                          |
| 5     | Redskins de Washington             | Sean Taylor †        | Safety           | Hurricanes de Miami              |                            |
| 6     | Browns de Cleveland                | Kellen Winslow II †  | Tight end        | Hurricanes de Miami              | Lions → Browns,            |
| 7     | Lions de Détroit                   | Roy Williams †       | Wide receiver    | Longhorns du Texas               | Browns → Lions             |
| 8     | Falcons d'Atlanta                  | DeAngelo Hall †      | Cornerback       | Hokies de Virginia Tech          |                            |
| 9     | Jaguars de Jacksonville            | Reggie Williams (en) | Wide receiver    | Huskies de Washington            |                            |
| 10    | Texans de Houston                  | Dunta Robinson (en)  | Cornerback       | Gamecocks de la Caroline du Sud  |                            |
| 11    | Steelers de Pittsburgh             | Ben Roethlisberger † | Quarterback      | Redhawks de Miami                |                            |
| 12    | Jets de New York                   | Jonathan Vilma †     | Linebacker       | Hurricanes de Miami              |                            |
| 13    | Bills de Buffalo                   | Lee Evans            | Wide receiver    | Badgers du Wisconsin             |                            |
| 14    | Bears de Chicago                   | Tommie Harris (en) † | Defensive tackle | Sooners de l'Oklahoma            |                            |
| 15    | Buccaneers de Tampa Bay            | Michael Clayton      | Wide receiver    | Tigers de LSU                    |                            |
| 16    | Eagles de Philadelphie             | Shawn Andrews (en) † | Offensive guard  | Razorbacks de l'Arkansas         | 49ers → Eagles,            |
| 17    | Broncos de Denver                  | D. J. Williams       | Linebacker       | Hurricanes de Miami              | Bengals → Broncos,         |
| 18    | Saints de La Nouvelle-Orléans      | Will Smith †         | Defensive end    | Buckeyes d'Ohio State            |                            |
| 19    | Dolphins de Miami                  | Vernon Carey         | Offensive tackle | Hurricanes de Miami              | Vikings → Dolphins,        |
| 20    | Vikings du Minnesota               | Kenechi Udeze (en)   | Defensive end    | Trojans de l'USC                 | Dolphins → Vikings         |
| 21    | Patriots de la Nouvelle-Angleterre | Vince Wilfork †      | Nose tackle      | Hurricanes de Miami              | Ravens → Patriots,         |
| 22    | Bills de Buffalo                   | J. P. Losman         | Quarterback      | Green Wave de Tulane             | Cowboys → Bills,           |
| 23    | Seahawks de Seattle                | Marcus Tubbs (en)    | Defensive tackle | Longhorns du Texas               |                            |
| 24    | Rams de Saint-Louis                | Steven Jackson †     | Running back     | Beavers d'Oregon State           | Broncos → Bengals → Rams,  |
| 25    | Packers de Green Bay               | Ahmad Carroll        | Cornerback       | Razorbacks de l'Arkansas         |                            |
| 26    | Bengals de Cincinnati              | Chris Perry (en)     | Running back     | Wolverines du Michigan           | Rams → Bengals             |
| 27    | Texans de Houston                  | Jason Babin (en) †   | Defensive end    | Broncos de Western Michigan      | Titans → Texans,           |
| 28    | Panthers de la Caroline            | Chris Gamble (en)    | Cornerback       | Buckeyes d'Ohio State            | Eagles → 49ers → Panthers, |
| 29    | Falcons d'Atlanta                  | Michael Jenkins (en) | Wide receiver    | Buckeyes d'Ohio State            | Colts → Falcons,           |
| 30    | Lions de Détroit                   | Kevin Jones (en)     | Running back     | Hokies de Virginia Tech          | Chiefs → Lions,            |
| 31    | 49ers de San Francisco             | Rashaun Woods (en)   | Wide receiver    | Cowboys d'Oklahoma State         | Panthers → 49ers           |
| 32    | Patriots de la Nouvelle-Angleterre | Benjamin Watson      | Tight end        | Bulldogs de la Géorgie           |                            |

### Échanges1ertour
1. ↑    1. 6 Cleveland échange le choix du premier tour 2004 (no 7) et le choix du deuxième tour 2004 (no 37) avec Détroit pour le choix du premier tour 2004 (no 6).
2. ↑    1. 7 voir #6 Lions → Browns
3. ↑    1. 16 Philadelphie échange le choix du premier tour 2004 (no 28) et le choix du deuxième tour 2004 (no 58) avec San Francisco pour un choix du premier tour 2004 (no 16).
4. ↑    1. 17 Denver échange Deltha O'Neal, un choix de premier tour 2004 (no 24) et un choix de quatrième tour 2004 (no 117) avec Cincinnati pour un choix de premier tour 2004 (no 17).
5. ↑    1. 19 Miami échange un choix de premier tour 2004 (no 20) et un choix de quatrième tour 2004 (no 119) avec les Vikings contre un choix de premier tour 2004 (no 19).
6. ↑    1. 20 voir #19 Vikings → Dolphins
7. ↑    1. 21 Les Patriots échangent un choix du premier tour 2003 (no 19) avec Baltimore contre un choix du deuxième tour 2003 (no 41) et un choix du premier tour 2004 (no 21).
8. ↑    1. 22 Buffalo échange un choix de deuxième tour 2004 (no 43), un choix de cinquième tour 2004 (no 144) et un choix de premier tour 2005 (no 20) avec Dallas pour un choix de premier tour 2004 (no 22).
9. ↑    1. 24 voir #17 Bengals → Broncos
10. ↑    1. 24 Saint-Louis échange son choix du premier tour 2004 (no 26) et un choix du quatrième tour 2004 (no 123) avec Cincinnati pour un choix du premier tour 2004 (no 24)
11. ↑    1. 26 voir #24 Bengals → Rams
12. ↑    1. 27 Houston échange un choix de deuxième tour 2004 (no 40), un choix de troisième tour 2004 (no 71), un choix de quatrième tour 2004 (no 103) et un choix de cinquième tour 2004 (no 138) avec les Titans pour un choix de premier tour 2004 (no 27) et un choix de cinquième ronde en 2004 (no 159)
13. ↑    1. 28 voir #16 49ers → Eagles
14. ↑    1. 28 Les Panthers échangent un choix du premier tour 2004 (no 31) et un choix du quatrième tour 2004 (no 127) avec San Francisco contre un choix du premier tour 2004 (no 28).
15. ↑    1. 29 Atlanta échange un choix de deuxième tour 2004 (no 38), un choix de troisième tour 2004 (no 69) et un choix de quatrième tour 2004 (no 125) avec Indianapolis pour un choix de premier tour 2004 (no 29) et un choix de troisième tour 2004 (no 90).
16. ↑    1. 30 Détroit échange un choix de deuxième tour 2004 (no 36), un choix de quatrième tour 2004 (no 105) et un choix de cinquième tour 2005 (no 147) avec Kansas City pour un choix de premier tour 2004 (no 30)
17. ↑    1. 31 voir #28 49ers → Panthers

### Joueurs notables sélectionnés aux tours suivants
| Choix | Équipe                 | Joueur                 | Postes           | Université                       | Notes                       |
| ----- | ---------------------- | ---------------------- | ---------------- | -------------------------------- | --------------------------- |
| 34    | Giants de New York     | Chris Snee (en) †      | Offensive tackle | Eagles de Boston College         |                             |
| 44    | Colts d'Indianapolis   | Bob Sanders †          | Strong safety    | Hawkeyes de l'Iowa               | Steelers → Colts,           |
| 64    | Cardinals de l'Arizona | Darnell Dockett (en) † | Defensive tackle | Seminoles de Florida State       |                             |
| 65    | Chargers de San Diego  | Nate Kaeding †         | Kicker           | Hawkeyes de l'Iowa               | Giants → Chargers           |
| 66    | Chargers de San Diego  | Nick Hardwick (en) †   | Centre           | Boilermakers de Purdue           |                             |
| 71    | Titans du Tennessee    | Randy Starks (en) †    | Defensive tackle | Terrapins du Maryland            | Texans → Titans             |
| 81    | Redskins de Washington | Chris Cooley †         | Tight end        | Aggies d'Utah State              | Saints → Redskins,          |
| 90    | Falcons d'Atlanta      | Matt Schaub †          | Quarterback      | Cavaliers de la Virginie         | Colts → Falcons             |
| 98    | Chargers de San Diego  | Shaun Phillips †       | Defensive end    | Boilermakers de Purdue           |                             |
| 110   | Bears de Chicago       | Nathan Vasher (en) †   | Cornerback       | Longhorns du Texas               |                             |
| 126   | Chiefs de Kansas City  | Jared Allen †          | Defensive end    | Bengals d'Idaho State            |                             |
| 135   | Cardinals de l'Arizona | Antonio Smith (en) †   | Defensive end    | Cowboys d'Oklahoma State         |                             |
| 154   | Chargers de San Diego  | Michael Turner †       | Running back     | Huskies de Northern Illinois     | Dolphins → Chargers,        |
| 188   | 49ers de San Francisco | Andy Lee †             | Punter           | Panthers de Pittsburgh           | Cowboys → Packers, → 49ers, |
| 251   | Packers de Green Bay   | Scott Wells †          | Offensive guard  | Volunteers du Tennessee          |                             |
| ND    | Ravens de Baltimore    | Don Muhlbach (en) †    | Long snapper     | Aggies de Texas A&M              |                             |
| ND    | Bills de Buffalo       | Jason Peters †         | Tight end        | Razorbacks de l'Arkansas         |                             |
| ND    | Broncos de Denver      | Tyson Clabo (en) †     | Offensive tackle | Demon Deacons de Wake Forest     |                             |
| ND    | Packers de Green Bay   | Vonta Leach †          | Fullback         | Pirates d'East Carolina          |                             |
| ND    | Raiders d'Oakland      | Tommy Kelly (en) †     | Defensive tackle | Bulldogs de Mississippi State    |                             |
| ND    | Steelers de Pittsburgh | Willie Parker †        | Running back     | Tar Heels de la Caroline du Nord |                             |
| ND    | Chargers de San Diego  | Wes Welker †           | Wide receiver    | Red Raiders de Texas Tech        |                             |
| ND    | 49ers de San Francisco | Mike Adams (en) †      | Safety           | Fightin' Blue Hens du Delaware   |                             |

#### Échanges tours suivants
1. ↑    1. 44 Indianapolis échange un choix de deuxième tour 2004 (no 38) avec Pittsburgh contre un choix de deuxième tour 2004 (no 44) et un choix de quatrième tour 2004 (no 107).
2. ↑    1. 71 voir #27 Titans → Texans
3. ↑    1. 81 Washington échange un choix de cinquième tour 2004 (no 139) et un choix de deuxième tour 2005 (no 40) avec la Nouvelle-Orléans contre un choix de troisième tour 2004 (no 81) et un choix de cinquième tour 2004 (no 151).
4. ↑    1. 90 voir #29 Colts → Falcons
5. ↑    1. 154 San Diego échange Junior Seau avec Miami pour un choix de cinquième tour conditionnel en 2004 (no 154).
6. ↑    1. 188 Green Bay échange Terry Glenn (en) avec Dallas pour un choix de sixième ronde en 2004 (n ° 188).
7. ↑    1. 188 San Francisco cède un choix de sixième tour en 2004 (no 179) à Green Bay contre un choix de sixième tour en 2004 (no 188) et un choix de septième tour en 2004 (no 226).

Les 255 joueurs choisis lors de cette draft sont composés de :
| - 48 defensive backs - 32 wide receivers - 28 linebackers - 26 offensive tackles - 24 defensive ends | - 22 defensive tackles - 17 quarterbacks - 16 tight ends - 14 running backs - 9 centres | - 8 guards - 4 fullbacks - 3 kickers - 3 punters - 1 nose tackle |